# 炮台里
炮台里（英語：Battery Path）是香港的一條道路，位於香港島中環。山下連接皇后大道中及雪廠街交界，山上連接花園道，以及多座（前）政府建築物，因此該山有政府山之稱。炮台里是一條在1840年代已經開闢的道路。
過去，當香港政府總部未遷至金鐘添馬時，炮台里是香港遊行人士前往舊政府總部（即中區政府合署）請願時的必經之路。
炮台里因19世紀在該處的美利炮台而得名，與位於北角及銅鑼灣之間的的炮台山並無關係。

## 沿路著名地標
- 前法國外方傳道會大樓
- 前中區政府合署西座
- 律政中心
- 聖約翰座堂
- 長江集團中心、長江公園
- 滙豐銀行
- 中區行人天橋系統、渣打銀行大廈天橋

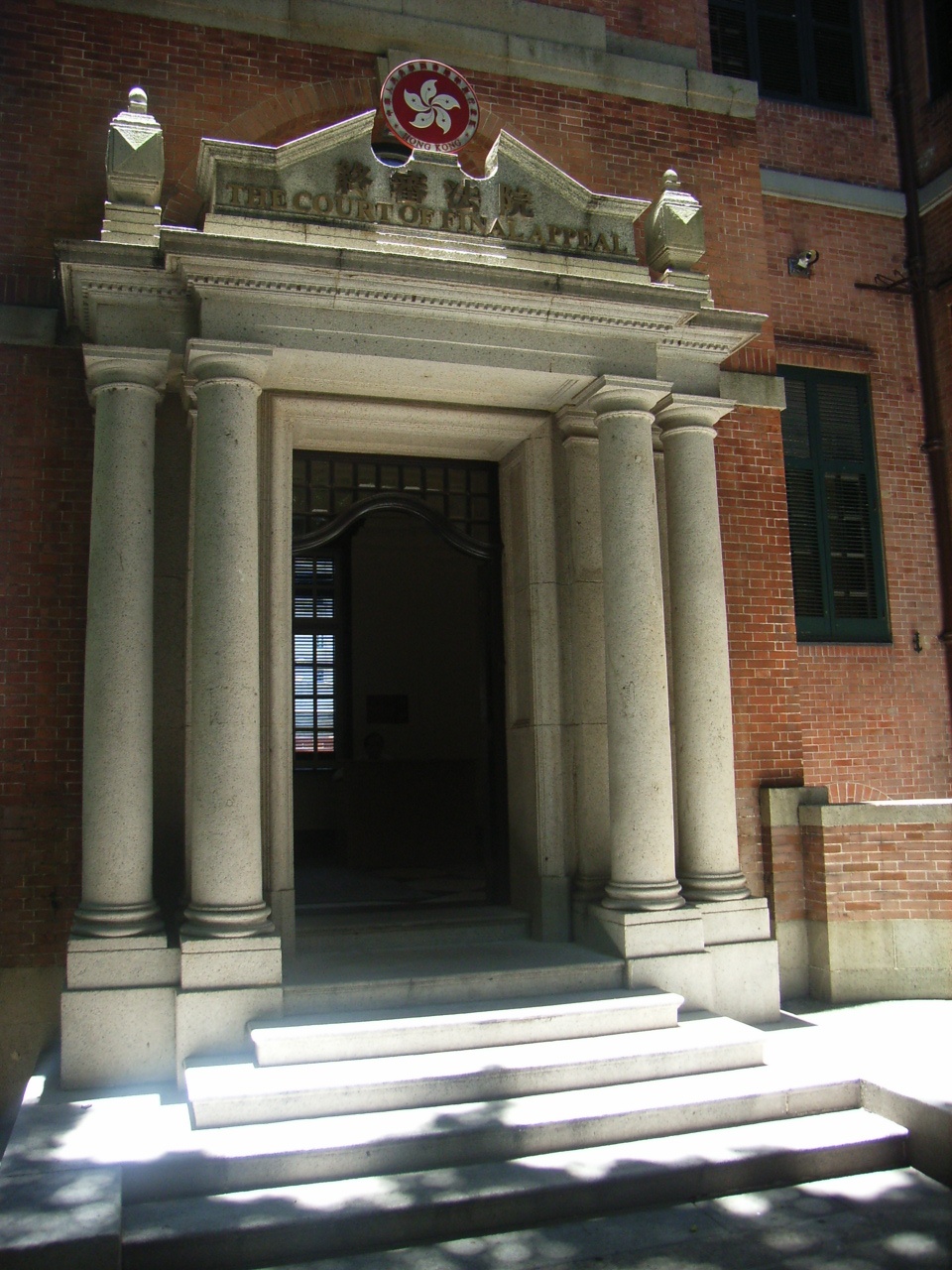
炮台里前香港終審法院正門
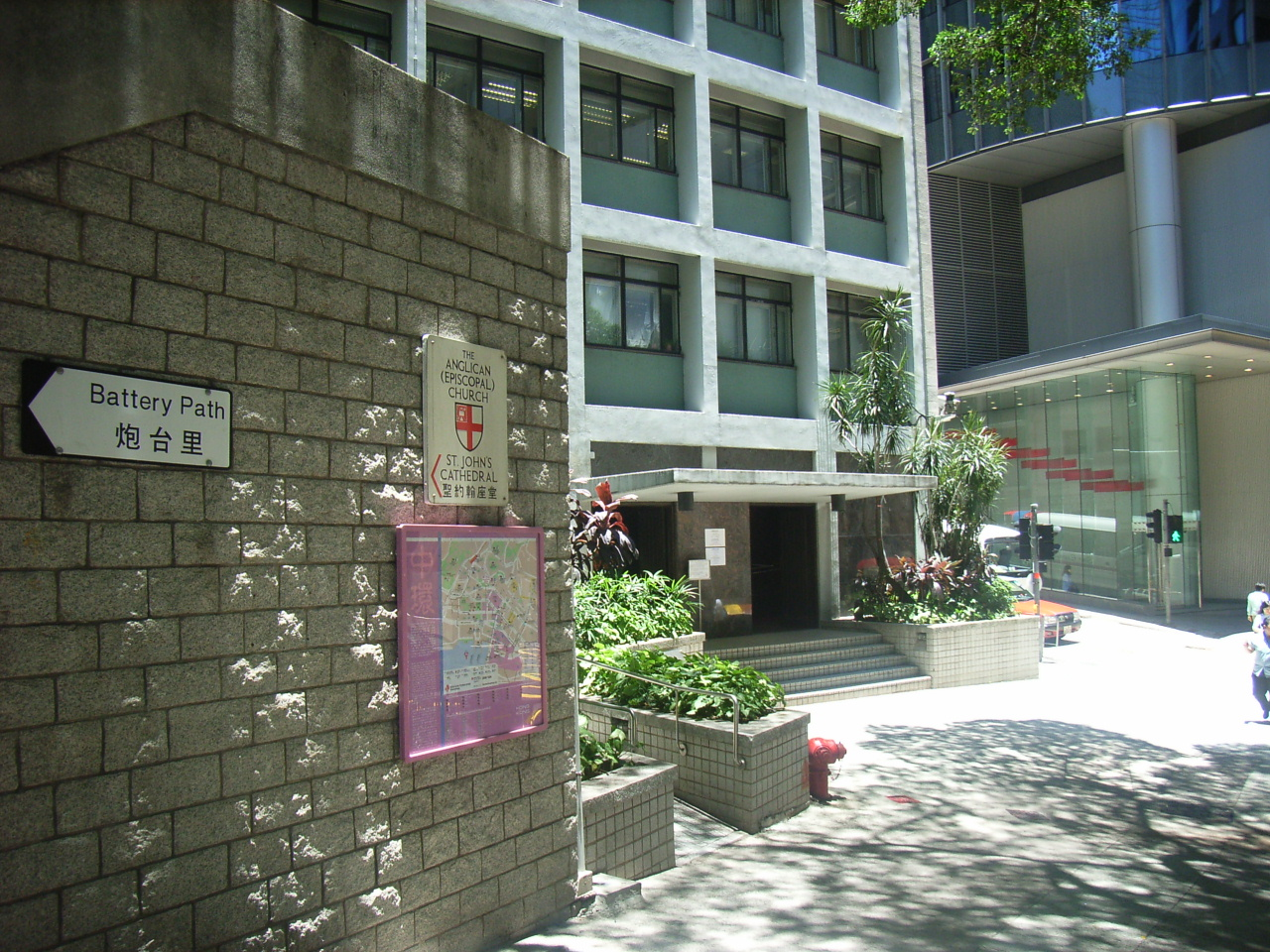
炮台里中區政府合署西翼
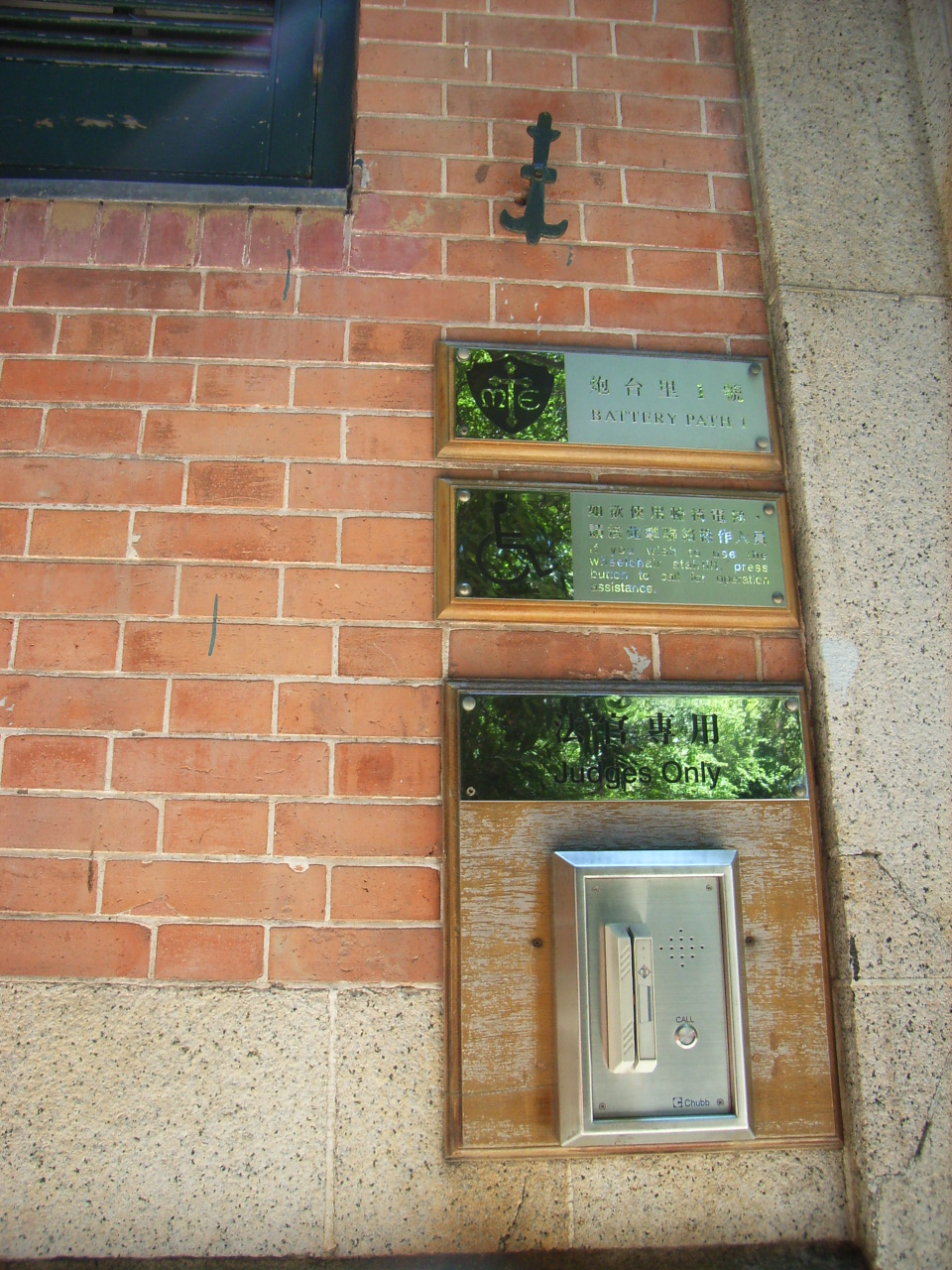
炮台里1號曾經是香港終審法院
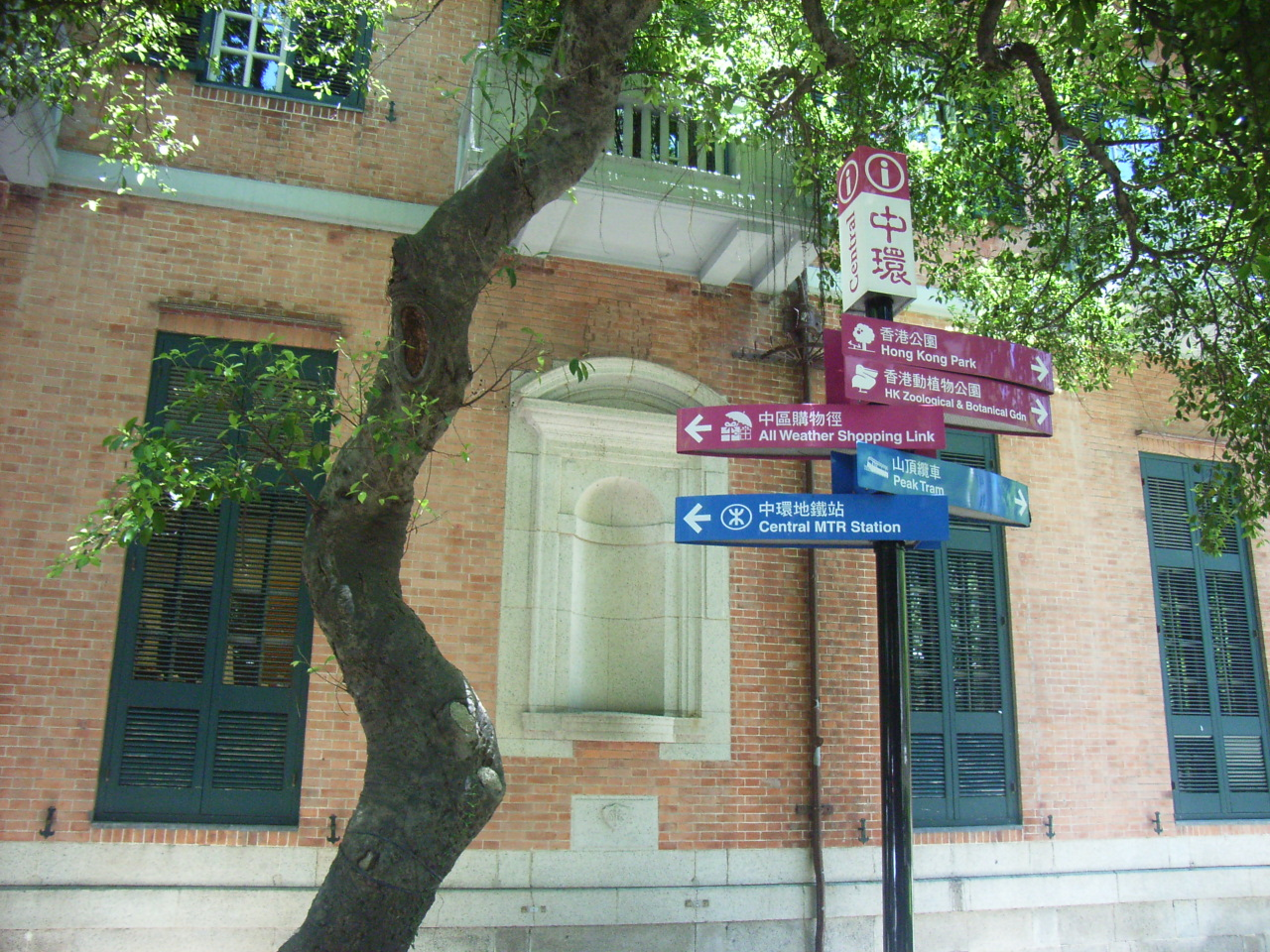
炮台里路標